# 三井楽半島バス

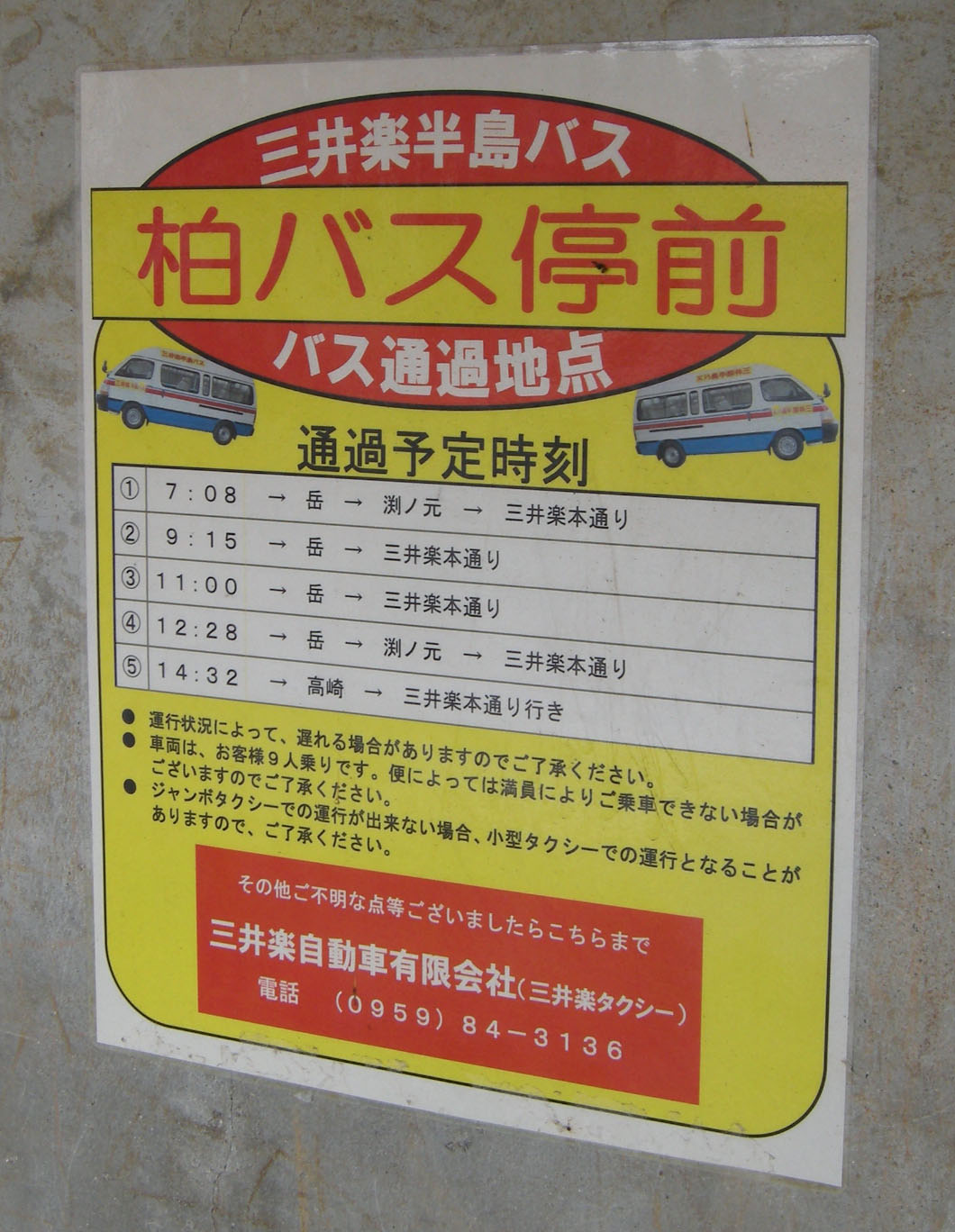
三井楽半島バスの停留所

三井楽半島バス（みいらくはんとうバス）は、長崎県五島市の旧三井楽町域にて運行しているコミュニティバスである。

## 概要
- 運賃は1回300円。小児（1歳～小学生）及び障害者は150円。大人同伴の小児は1人まで無料。
- 運行は三井楽タクシーに委託されている。
- ジャンボタクシー用車両（乗客9名定員）を使用しており、バスを名乗るものの実質乗合タクシーである。

## 沿革
- 2007年10月1日 - 前日の9月30日限りで運行を終了した五島バスの三井楽町内線を引き継いで運行開始。
- 2016年10月1日 - 五島市地域公共交通再編実施計画の一環としてダイヤ改正と運行形態の見直しを実施[1]。

## 路線
4路線を運行している。
三井楽循環コース

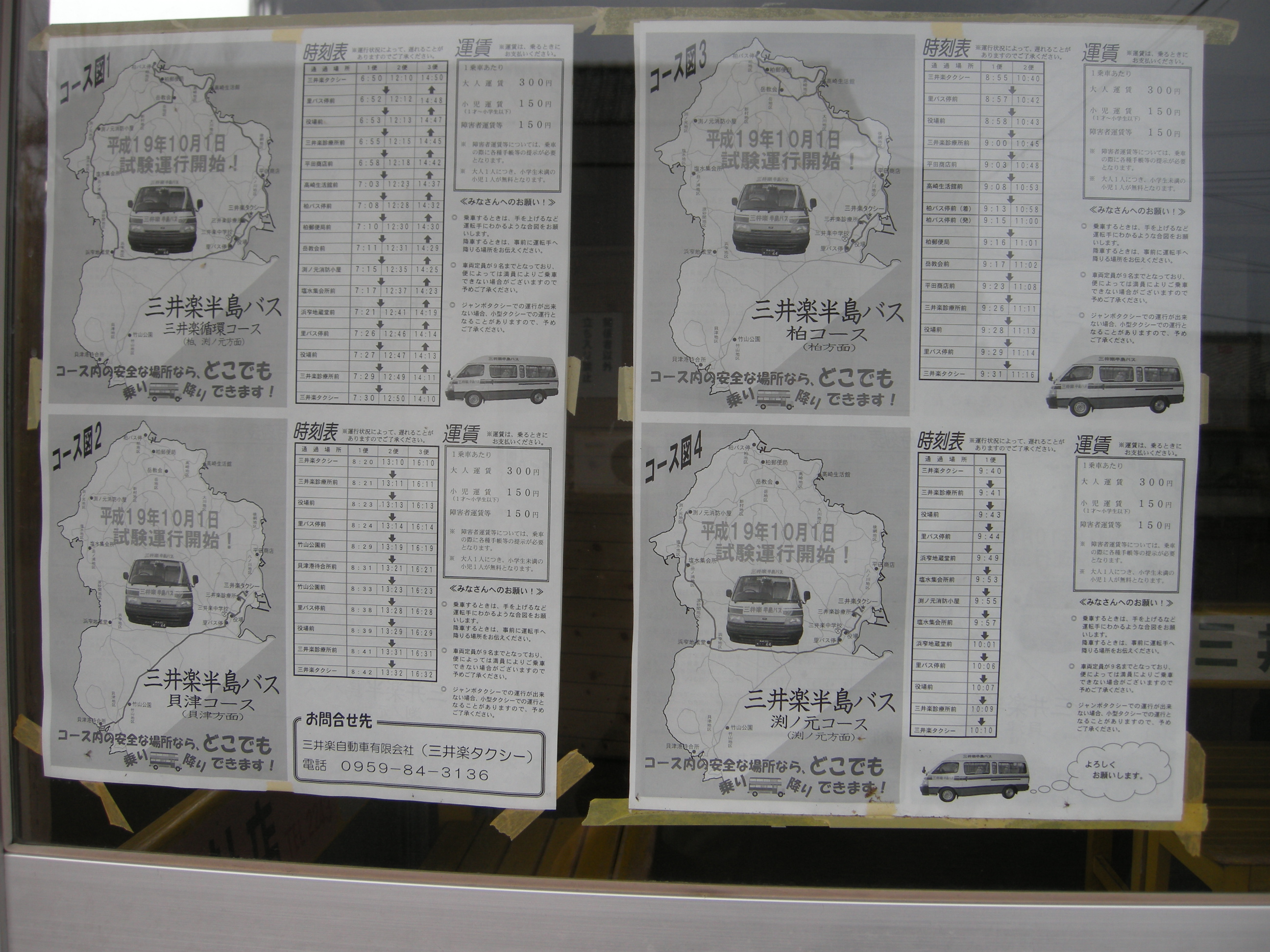
三井楽半島バスの路線・時刻
（五島自動車三井楽バス停の待合室に掲示）

三井楽タクシー - 里バス停前 - （三井楽診療所前） - 高崎生活館前 - 柏バス停 - 第9分団格納庫 - 塩水集会所 - 里バス停前 - （三井楽診療所前） - 三井楽タクシー
- 五島バスの三井楽町内循環線を引き継いだ路線に相当する。1日3便が運行され、1便・2便は柏バス停先回り、3便は塩水集会所先回りで運行される[2]。

貝津コース
三井楽タクシー - （三井楽診療所前） - 里バス停前 - 貝津港待合所前
- 五島バスの三井楽－貝津線を引き継いだ路線に相当する。1日3便が運行され、貝津港発の便は嵯峨ノ島からの渡船の接続を受ける[2]。
- 2016年10月1日から日曜日の運行が全便デマンド化された。乗車の際には1時間前までに三井楽タクシーへの電話予約が必要。

柏コース
三井楽タクシー - 里バス停前 - （三井楽診療所前） - 高崎生活館前 - 柏バス停前
- 三井楽循環コースのうち、柏までの区間便に相当する。午前中のみ1日2便運行[2]。

渕ノ元コース
三井楽タクシー - （三井楽診療所前） - 里バス停前 - 塩水集会所 - 第9分団格納庫
- 三井楽循環コースのうち、第9分団格納庫（旧名：渕ノ元消防小屋）までの区間便に相当する。午前中のみ1日1往復運行[2]。

## 車両
- トヨタ・ハイエースを使用している。運行当初から1台で全ての運用を賄っていたが、2016年10月から1台増車されている。

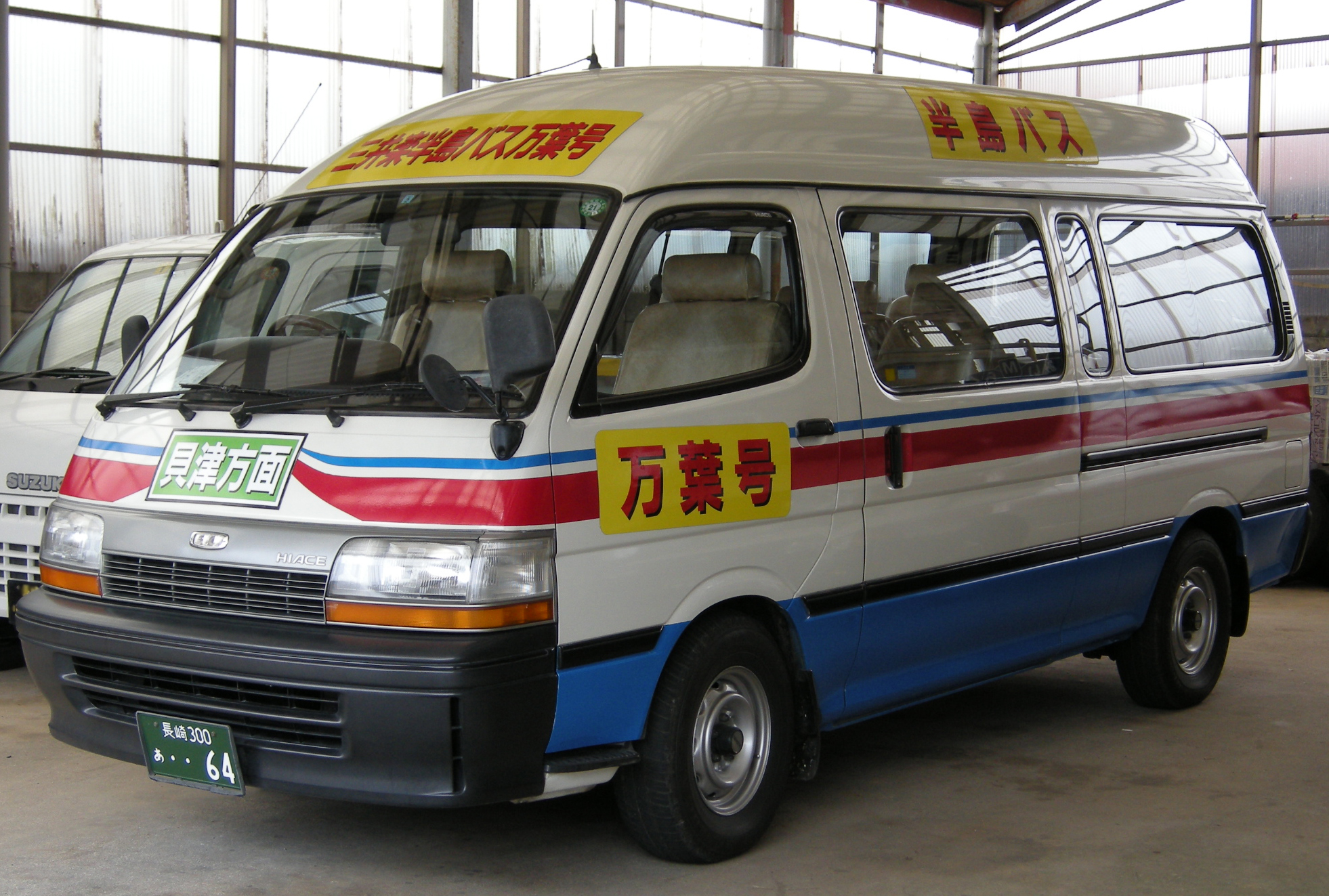
三井楽半島バスの車両（2014年時点では置換済み）